# Angelo Roth
Angelo Roth (Alghero, 1º gennaio 1855 – Sassari, 26 ottobre 1919) è stato un medico e politico italiano.

## Biografia
Specializzato come patologo, compì i suoi studi all'università di Torino diventando successivamente professore a Cagliari e nel 1900 a Sassari. Dell'università turritana fu anche rettore dal 1908 al 1916.
Di posizioni progressiste, vicino a Filippo Garavetti, entrò in politica prima nel comune di Sassari poi in parlamento per la XXIII legislatura del regno d'Italia; periodo in cui ricoprì la carica di Sottosegretario alla Pubblica Istruzione.
Alla sua memoria sono dedicate delle vie sia ad Alghero che a Sassari. Sempre ad Alghero, sua città natale, è a lui dedicato uno degli istituti di istruzione superiore della città e un premio di medicina istituito dal Rotary Club algherese.
Era inoltre membro della Loggia G. Maria Angioy di Sassari affiliata al Grande Oriente d'Italialink Archiviato il 29 aprile 2021 in Internet Archive.